# Las Fincas, San Luis Potosí
Las Fincas är en ort i Mexiko.   Den ligger i kommunen Ciudad Valles och delstaten San Luis Potosí, i den centrala delen av landet, 290 km norr om huvudstaden Mexico City. Las Fincas ligger 230 meter över havet och antalet invånare är 356.
Terrängen runt Las Fincas är platt åt sydväst, men åt nordost är den kuperad. Runt Las Fincas är det ganska tätbefolkat, med 78 invånare per kvadratkilometer. Närmaste större samhälle är Ciudad Valles, 5,9 km sydväst om Las Fincas. Omgivningarna runt Las Fincas är en mosaik av jordbruksmark och naturlig växtlighet.